# Vinho verde

El districte de Braga ubicat al cor de la Denominació d'Origen Controlada Vinho Verde, la qual s'estén des de Viana do Castelo al nord fins al districte de Porto al sud.

El vinho verde (vi verd en portuguès) és un vi jove, lleuger, fresc i refrescant, de baixa graduació, el blanc amb matisos de color verd, elaborat a Portugal, a la zona compresa entre el Douro i la frontera espanyola.
S'elabora amb raïm poc madur (alvarinho, loureiro i trajadura) i passa per una segona fermentació que el fa lleugerament escumós.
Es pot beure la primavera següent a la seva elaboració.
Tot i el nom, n'hi ha de negre (elaborat amb vinhao).
Des del febrer del 1992 és reconegut com a VQPRD («vins de qualitat produïts en una regió determinada»).